# Ľudovít Komadel
Ľudovít Komadel (* 1. November 1927 in Piešťany; † 1. September 2022 in Bratislava, Slowakei) war ein tschechoslowakischer Schwimmer und Sportmediziner.

## Werdegang
Ľudovít Komadel begann 1942 mit dem Schwimmsport. Am 16. Dezember 1945 konnte er den inoffiziellen Weltrekord über 400 m Brust mit einer Zeit von 5:35,9 Minuten brechen. Zwei Jahre später ging er bei den Europameisterschaften in Monte Carlo, an den Start und wurde für die Olympischen Spiele 1948 nominiert. Im Wettkampf über 200 m Brust ging er allerdings nicht an den Start. Bei den Olympischen Sommerspielen 1952 hingegen startete Komadel über 200 m Brust. Im Vorlauf stellte Komadel einen olympischen Rekord auf und erreichte das Finale, wo er am Ende den achten Platz belegte.
Nach seiner Karriere war Komadel als Arzt tätig und trainierte Schwimmer bei Slovan Bratislava.
Mit der Zeit wurde Komadel ein bedeutender Sportarzt und veröffentlichte mehrere Fachbücher. Des Weiteren war er regelmäßiger Teilnehmer an olympischen Wissenschaftskongressen und langjähriger Vorsitzender der Slowakischen Gesellschaft für Physikalische Medizin (1971–1994). Bei den Olympischen Spielen 1968 in Mexiko-Stadt fungierte er als Arzt der tschechoslowakischen Mannschaft.
Ľudovít Komadel war von 1969 bis 1979 Vorstandsmitglied der Fédération Internationale du Sport Universitaire (FISU) und zwei Jahre Vorsitzender der medizinischen Kommission.
1985 wurde er zum Ehrenmitglied der FISU ernannt. Zudem war er lange Zeit Mitglied im Vorstand der Fédération Internationale de Médecine du Sport (FIMS). Des Weiteren saß er der medizinischen Kommission des Slovenský olympijský a športový výbor vor.
Für seine Arbeit wurde ihm 1992 der Olympische Orden in Silber verliehen.